# Александровка (Павловский район, Воронежская область)
Алекса́ндровка — село в Павловском районе Воронежской области Российской Федерации. Основано в 1756 году.
Село является административным центром Александровского сельского поселения. Здесь размещена администрация поселения.

## Физико-географическая характеристика
Расстояние до районного центра — города Павловска, — 27 км, до областного центра — города Воронежа, — 191 км.
Село, как и вся Воронежская область, живёт по Московскому времени.

## Население
| Численность жителей Александровки по годам |       |       |
| 1850                                       | 1900  | 2013  |
| 4866                                       | ↗5640 | ↘1372 |

## Архитектура и достопримечательности
В селе 11 улиц: 8 марта, Будённого, Коммунальная, Курортная, Ленинская, Набережная, Первомайская, Пролетарская, Роща, Садовая и Советская.